# Katheryn Cain
Pour les articles homonymes, voir Cain (homonymie).
Katheryn Cain est une actrice et productrice américaine.

## Biographie
Née et élevée en Floride, elle s'y est formée à la dance et à l'art dramatique (université du Sud de la Floride), dans une compagnie de théâtre et deux groupes de danse. Elle a fait de la chorégraphie pour enfants.
Au théâtre elle a joué dans Ghetto, Our Town, Downtown, Jesus Christ Superstar, Evita, et L'il Abner. Depuis qu'elle s'est rendue en Californie, elle a contribué à divers programmes télévisés et courts-métrages indépendants.

## Filmographie
Actrice
- 1999 : The Distraction : Bridget
- 1999 : The Pornographer : Kate
- 2000 : Bull (série télévisée) épisode White Knight
- 2001 : The Trouble with Lou : Margaret
- 2006 : Click : télécommandez votre vie : Kirsten
- 2008 : Super blonde : fille au Panhellenic
- 2009 : From Grace : Lynn
- 2012 : Mille mots  : Katie
- 2014 : Famille recomposée (Blended) : belle-mère britannique

Productrice
- 1999 : The Pornographer (coproductrice)